# Gernsheim
Gernsheim ist eine Stadt im südhessischen Landkreis Groß-Gerau und liegt am Rhein. Sie trägt seit dem 24. Februar 2003 die amtliche Zusatzbezeichnung Schöfferstadt; diese verweist auf Peter Schöffer, einen bedeutenden Sohn der Stadt.

## Geographie

### Geographische Lage

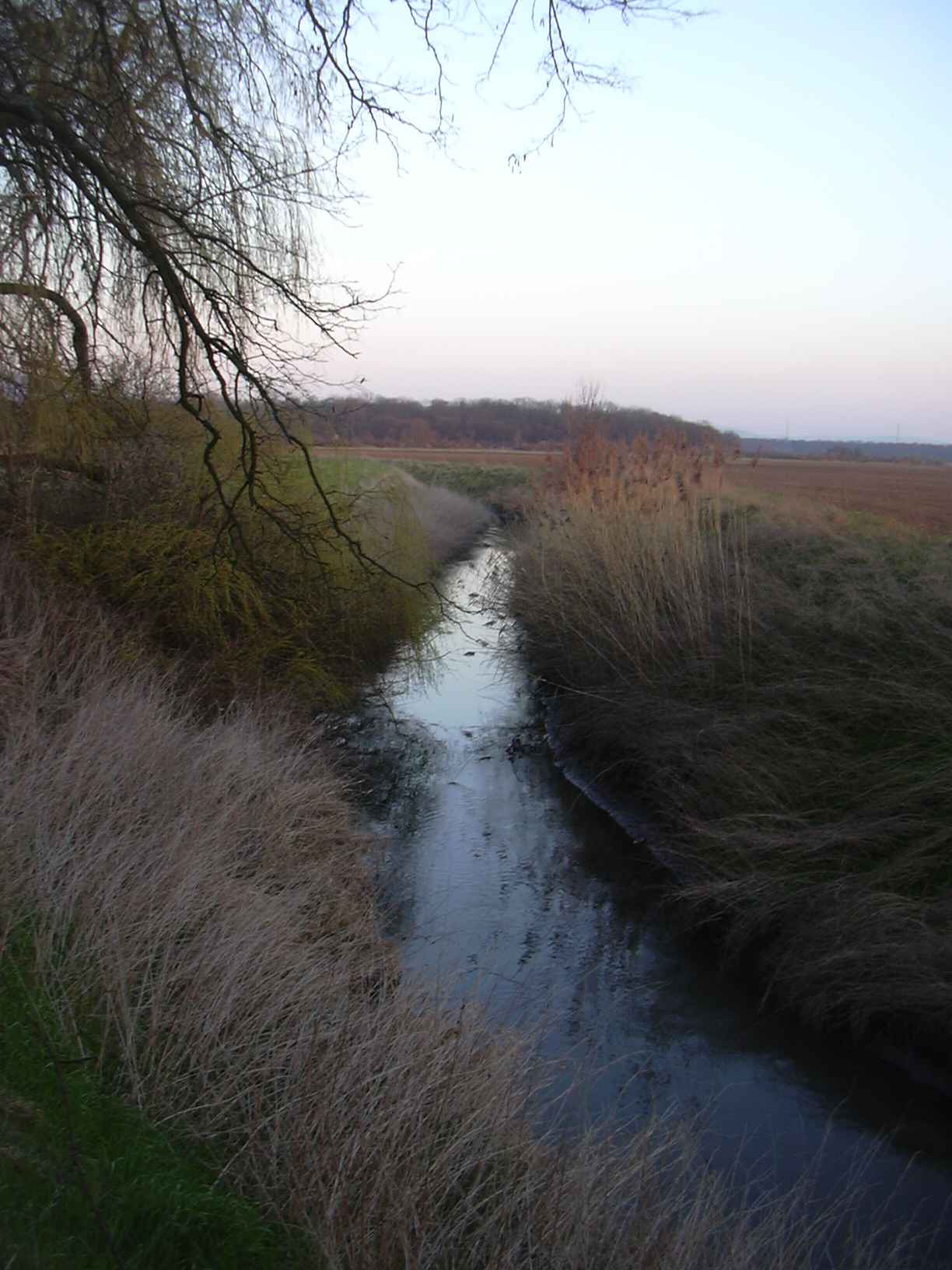
Das Ried bei Gernsheim

Gernsheim liegt etwa 18 km südwestlich von Darmstadt innerhalb der Oberrheinischen Tiefebene in der Mitte des Hessischen Rieds. Es befindet sich am Ostufer des Rheins – stromabwärts betrachtet zwischen seinem Ortsteil Klein-Rohrheim im Süden mit der jenseits davon gelegenen Gemeinde Groß-Rohrheim und der Gemeinde Biebesheim am Rhein im Nordnordwesten; östlicher Nachbarort ist mit Hähnlein ein Gemeindeteil von Alsbach-Hähnlein. Das Stadtgebiet von Gernsheim wird vom Winkelbach durchflossen, der hier auch in den Rhein mündet. Rechtsrheinisch erstreckt sich im Gernsheimer Stadtgebiet und im Gemeindegebiet von Groß-Rohrheim der Hammerauer Altrhein mit dem Naturschutzgebiet Hammer Aue von Gernsheim und Groß-Rohrheim.

### Nachbargemeinden
Gernsheim grenzt im Norden an die Gemeinde Biebesheim und die Stadt Riedstadt (alle Landkreis Groß-Gerau), im Osten an die Stadt Pfungstadt und die Gemeinden Bickenbach und Alsbach-Hähnlein (alle Landkreis Darmstadt-Dieburg), im Süden an die Stadt Bensheim und die Gemeinden Einhausen und Groß-Rohrheim (alle Landkreis Bergstraße) sowie im Westen an die Gemeinde Hamm am Rhein (Landkreis Alzey-Worms).

### Stadtgliederung
Gernsheim besteht aus den Stadtteilen Allmendfeld, Gernsheim und Klein-Rohrheim.
Aktuelle und historische Siedlungsplätze in der Gemarkung Gernsheim
- Burg Falkenau[3]
- Hof Hammerau[4]
- Gehöftgruppe Maria Einsiedel[5]
- Gasthaus Waldfrieden[6]
- Wasserburg Gernsheim[7]
- Kloster Maria Einsiedel[8]
- Schwestern von der göttlichen Vorsehung in Gernsheim[9]

## Geschichte

### Ortsgeschichte

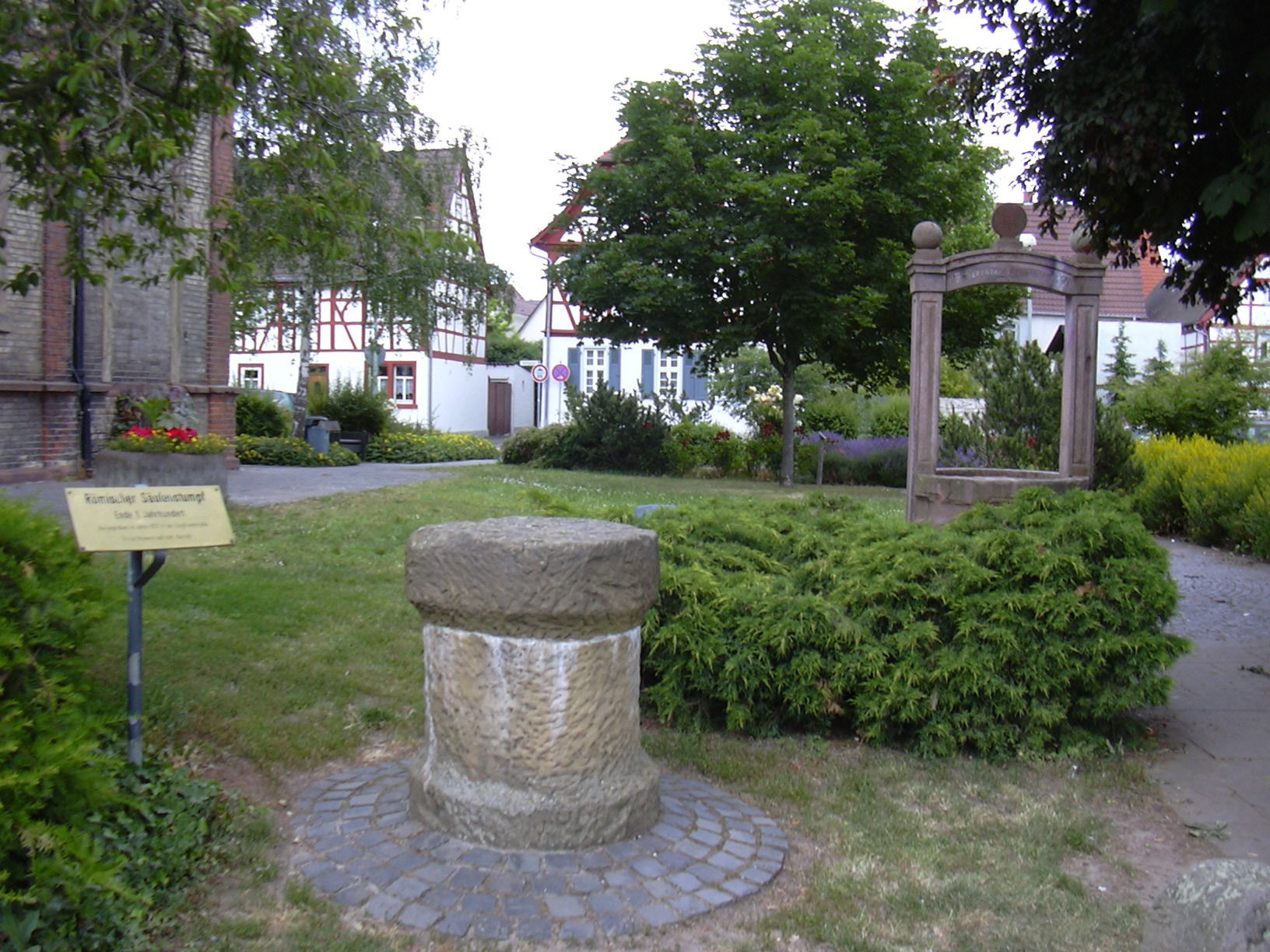
Römischer Säulenstumpf (1. Jh. n. Chr.)

Im Ortsteil Klein-Rohrheim wurde beim Bau einer Umgehungsstraße eine Siedlung der Jungsteinzeit entdeckt. Zehn Häuser aus der Zeit um 5300 v. Chr. ließen sich nachweisen, die in regelmäßigen Abständen von 12 bis 15 m voneinander errichtet wurden. Ob sie gleichzeitig bestanden, ist noch ungeklärt. Für die älteste Bandkeramik typische Außengräben wurden ergraben, dazu Pfostenlöcher bis zu einem Meter Tiefe. Die Bauweise der Häuser ließ sich der Stufe Flomborn zuordnen, die auf die älteste Bandkeramik folgt. Daher ist eine Datierung nahe dem Übergang der beiden Stufen wahrscheinlich.
Vorläufer der heutigen Stadt Gernsheim war ein römisches Kastell aus dem ersten nachchristlichen Jahrhundert, das im frühen 2. Jahrhundert verlassen wurde. Fundamente dieses Gernsheimer Kastells wurden 2014 von Archäologen der Johann Wolfgang Goethe-Universität Frankfurt am Main im Bereich der Nibelungenstraße entdeckt. Bei einer Grabung im Jahr 2015 wurden zudem Reste des Zivildorfes entdeckt, das sich in der Umgebung des Kastells gebildet hatte und bis zum Ende der römischen Herrschaft im 3. Jahrhundert existiert haben dürfte.
Nach der Völkerwanderung wurde Gernsheim ein fränkischer Königshof (Ersterwähnung 852 in einer Urkunde Ludwig des Deutschen). 908 gelangte dieser in den Besitz des Klosters Lorsch (Erwähnung im Lorscher Codex) und 1232 unter die Herrschaft von Kurmainz, die bis zum Reichsdeputationshauptschluss 1803 währte. So erklärt es sich, dass das Mainzer Rad heute im Wappen erscheint. Stadtrecht bekam Gernsheim 1356 mit einer Urkunde Karls IV.; es wurde befestigt und erhielt ein Wasserschloss als kurfürstliche Residenz.
siehe auch Burg Gernsheim, Burg Falkenau
Der Ort wurde 830/50 in einer frühen fränkischen Zeit „Heim des Gerin“/Gerun genannt, mit langem e und kurzem i/u gesprochen. Schreibweisen waren 852 „Gerunesheim“, zwischen 830/50 „Gernesheim“, 871 „Gerinesheim/Kerinesheim“. In einer alten Schrift über die Stadt, dort „Gernersheim“ genannt, steht in Latein: „d) der hier sehr bekannte Petri Schoifferi, perfekter und berühmter Typograph im Land hat den Ort nun Gernsheim genannt“, Gernsheim erstmals ab 1283.

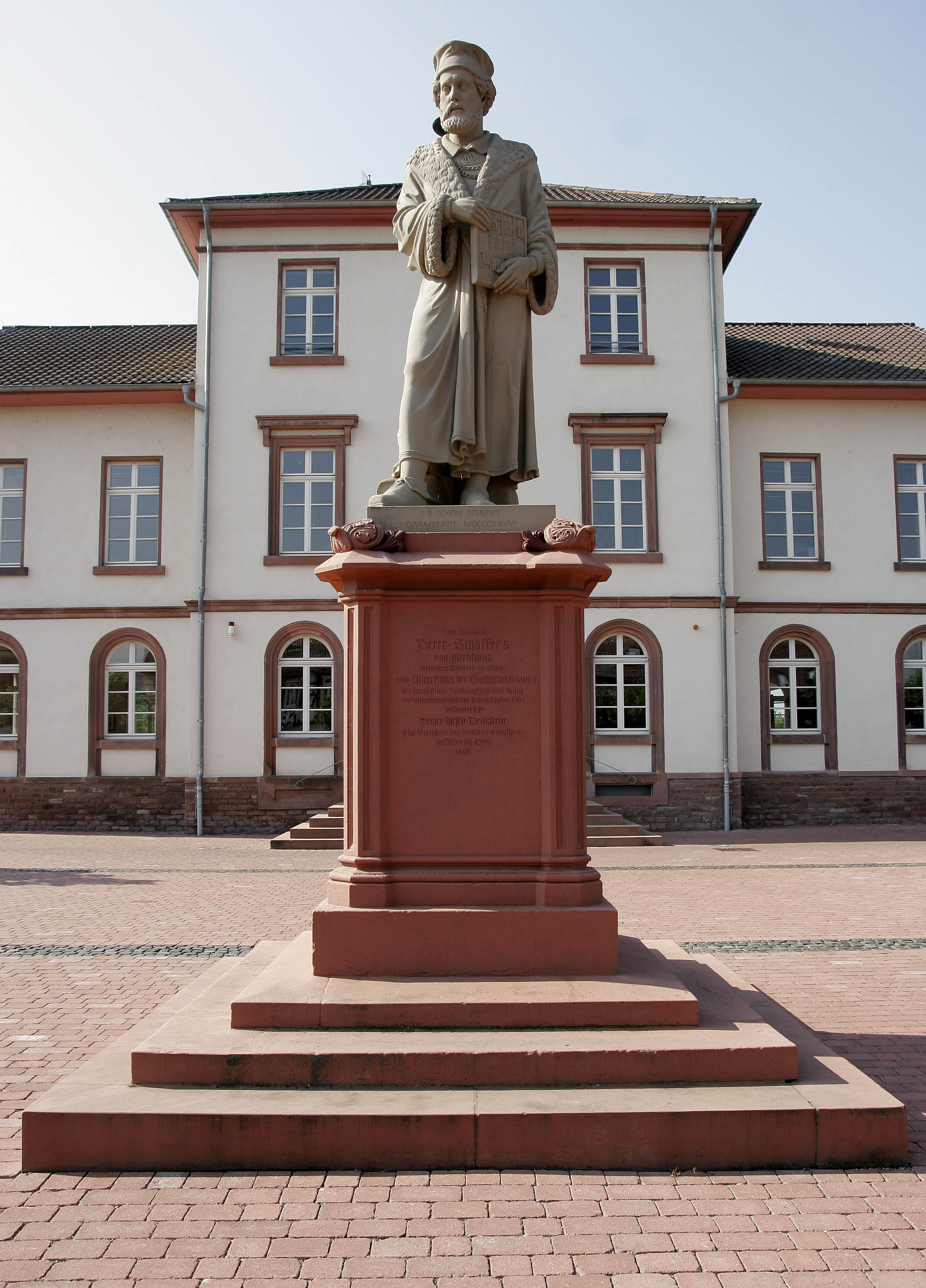
Das Peter-Schöffer-Denkmal

Um 1425 wurde Peter Schöffer, Mitarbeiter Johannes Gutenbergs bei der Erfindung des Buchdrucks, in Gernsheim geboren. Die Stadt Gernsheim, die ihm 1836 auf dem heute nach ihm benannten Platz ein steinernes Denkmal setzte (gehauen von Johann Baptist Scholl aus Darmstadt), feiert den 1503 in Mainz verstorbenen Drucker als größten Sohn der Stadt und nennt sich heute offiziell Schöfferstadt.
Im Dreißigjährigen Krieg wurde Gernsheim durch die Schweden geplündert. Im Pfälzischen Erbfolgekrieg wurde es durch die Truppen des Generals Ezéchiel de Mélac 1689 in Brand gesetzt.
1803 kam Gernsheim im Zuge der Säkularisation des kurfürstlichen Territoriums der Mainzer Erzbischöfe zur Landgrafschaft Hessen-Darmstadt (ab 1806 Großherzogtum Hessen). Verwaltungsmäßig gehörte Gernsheim bis 1821 zum Amt Gernsheim. Durch die Verwaltungsreform von 1821 im Großherzogtum Hessen wurde die Stadt dem Landratsbezirk Bensheim der Provinz Starkenburg zugeteilt.
Die Statistisch-topographisch-historische Beschreibung des Großherzogthums Hessen berichtet 1829 über Gernsheim:

„Gernsheim (L. Bez. Bensheim) Stadt; liegt in einer ebenen Gegend am Einfluß des Winkelsbachs in den Rhein, 3 St. von Bensheim und 4 1⁄2 St. von Darmstadt. Die Stadt hat mit den Höfen 322 Häuser und 2893 Einw., die außer 69 Luth., 9 Reform., und 52 Juden alle katholisch sind. Man findet 52 Bauern, 21 Leineweber, 18 Bäcker, 11 Metzger, 5 Seiler, 28 Schuhmacher, 12 Schmiede, 44 Schiffer und Fischer, 5 Schiffsbauer, 2 Hutmacher etc. Die Häuser sind zum Theil schön und die Straßen ziemlich breit. Die Stadt besteht aus der Vorstadt und aus der eigentlichen Stadt, welche letztere theilweise noch mit Gräben und Wällen versehen und in 4 Quartiere getheilt ist. Zu den Hauptgebäuden gehören: die 1753 vollendete schöne Pfarrkirche, welche mit einem hohen prächtigen Thurm versehen ist, das 1700 erbaute Rathhaus und die vormals Domkapitelsche Faktorei. Gernsheim hat eine Industrieschule und gute Torfgräbereien. Hier ist eine Rheinüberfahrt und alle Woche geht ein Marktschiff nach Mainz. Bedeutend sind die Fruchtmärkte, die wöchentlich hier gehalten werden; außerdem hält Gernsheim jährlich noch 3 Vieh und Krämermärkte. Hier ist Peter Schöffer geboren, Fusts Eidam, der vor 1454 die gegossenen Buchstaben erfunden hat. – Die Römer scheinen schon einen vesten Standpunkt hier gehabt zu haben. wenigstens hat man schon viele römische Münzen in und bei Gernsheim gefunden. Indessen kommt der Ort zuerst 773 in der Heppenheimer Markbeschreibung namentlich vor. Mehrere Kaiser und Könige zählten ihn unter ihre Königshöfe. Im Jahr 1071 bestätigte Kaiser Heinrich IV. dem Kloster Lorsch mehrere Güterstücke zu Gernsheim. Nachdem dieses Kloster in den völligen Besitz des Orts gekommen war, errichtete es dort eine eigene Vogtei, womit die adelige Familie von Bickenbach belehnt wurde. Mit dem Kloster Lorsch kam Gernsheim, nebst dem Patronat, das das Kloster 907 durch Tausch erhalten hatte, 1232 an das Erzstift Mainz, das Erbvogteirecht aber erst 1283. Im Jahr 1356 erteilte Kaiser Carl IV. dem Flecken Gernsheim Stadtrechte und die Stadt erhielt später Marktprivilegien. Das Erzstift blieb im Besitz von Gernsheim, bis der Churfürst Adolph II. die Stadt und das Amt Gernsheim samt dem Rheinzoll um 40,000 fl. dem Grafen Philipp von Katzenellenbogen 1465 verpfändete. So kam die Stadt zu Hessen und blieb es, bis Churfürst Albrecht von Mainz, 1520 das Ganze wieder einlöste. Die Rheinfahrt war nach dem Ausgang des bickenbachischen Mannsstammes an Erbach, von diesem 1522 zu Churmainz und von da 1579 durch Vergleich zu Hessen gekommen. Im 30jährigen Kriege wurde die Stadt nach und nach von verschiedenen Truppen besetzt; 1647 mussten die Festungswerke geschleift werden und 1689 wurde die Stadt durch Melacs mordgeübte Scharen fast gänzlich in einen Aschenhaufen verwandelt. Die Stadt war ehedem stark befestigt und hatte eine abgesonderte feste Burg, die mit breiten Gräben, einer Zugbrücke, starken Mauerwerken und einem hohen Thurme versehen war. Früher gab es in und bei Gernsheim eine Goldfischerei und Goldwäscherei. In der Nähe lag der beträchtliche, nun ausgegangene Hof Frenkenfeld. Im Jahr 1802 kam die Stadt von Mainz zu Hessen.“

1832 wurde die Provinz Starkenburg in Kreise aufgeteilt; Gernsheim war nun Teil des Kreises Bensheim. Diesem gehörte es dann, nur unterbrochen durch die Aufteilung von Starkenburg in Regierungsbezirke, bis 1874 an. Von 1848 bis 1852 zählte es zum Regierungsbezirk Heppenheim. Im Zuge der 1874 im Großherzogtum Hessen nach preußischem Vorbild vorgenommenen Reform der Kreisverfassung kam es auch zu einer neuen Kreiseinteilung. Aufgrund dieser Reform gelangte Gernsheim zum Kreis Groß-Gerau, zu dem es bis heute gehört.
Mitte des 19. Jahrhunderts gab es in Gernsheim eine große Stärkefabrik, Schiffsbau und jährlich ein Pferdemarkt.
Die zuständige Gerichtsbarkeit war während der Zugehörigkeit zu Hessen seit 1821 das Landgericht Zwingenberg, von 1839 bis 1879 das Landgericht Gernsheim und ab 1879 das daraus hervorgegangene Amtsgericht Gernsheim. Nach dessen Auflösung 1938 fiel Gernsheim in den Zuständigkeitsbereich des Amtsgerichts Groß-Gerau.
Im 19. Jahrhundert wurde die Stadtbefestigung geschleift, die Vorstadt erweitert, die Stadt an die Rheinschifffahrt und eine Eisenbahnlinie angeschlossen, und erste Industrieanlagen entstanden.
In der Endphase des Zweiten Weltkriegs in Europa erreichten die amerikanischen Verbände Mitte März 1945 den Rhein zwischen Mainz und Mannheim.
Zur Vorbereitung für deren Rheinüberquerung wurden die meisten Riedgemeinden am 25. und in der Nacht zum 26. März von der amerikanischen Artillerie beschossen.
Am 26. März wurde Gernsheim dabei zu 40 % zerstört.
Der Wiederaufbau in den 1950er Jahren ging rasch vonstatten, und Gernsheim nahm eine große Zahl von Heimatvertriebenen und Flüchtlingen aus den ehemaligen deutschen Ostgebieten auf, deren Nachfahren im Städtischen Museum eine Ostdeutsche Heimatstube unterhalten.

### Eingemeindungen
Im Zuge der Gebietsreform in Hessen erfolgte zum 31. Dezember 1971 die Eingliederung der bis dahin selbstständigen Gemeinden Allmendfeld und Klein-Rohrheim auf freiwilliger Basis in die Stadt Gernsheim. Allmendfeld wurde 1937 gegründet, Klein-Rohrheim vor ca. 1200 Jahren erstmals schriftlich erwähnt. Für Allmendfeld und Klein-Rohrheim wurden Ortsbezirke mit Ortsbeirat und Ortsvorsteher nach der Hessischen Gemeindeordnung gebildet.

### Verwaltungsgeschichte im Überblick
Die folgende Liste zeigt die Staaten und Verwaltungseinheiten, denen Gernsheim angehört(e):
- vor 1803: Heiliges Römisches Reich, Kurfürstentum Mainz, Unteres Erzstift, Oberamt Starkenburg, Amt Gernsheim
- ab 1803: Heiliges Römisches Reich, Landgrafschaft Hessen-Darmstadt,[Anm. 2] Fürstentum Starkenburg, Amt Gernsheim
- ab 1806: Großherzogtum Hessen,[Anm. 3] Fürstentum Starkenburg, Amt Gernsheim
- ab 1815: Großherzogtum Hessen[Anm. 4], Provinz Starkenburg, Amt Gernsheim
- ab 1821: Großherzogtum Hessen, Provinz Starkenburg, Landratsbezirk Bensheim[Anm. 5]
- ab 1832: Großherzogtum Hessen, Provinz Starkenburg, Kreis Bensheim
- ab 1848: Großherzogtum Hessen, Regierungsbezirk Heppenheim
- ab 1852: Großherzogtum Hessen, Provinz Starkenburg, Kreis Bensheim
- ab 1871: Deutsches Reich,[Anm. 6] Großherzogtum Hessen, Provinz Starkenburg, Kreis Bensheim
- ab 1874: Deutsches Reich, Großherzogtum Hessen, Provinz Starkenburg, Kreis Groß-Gerau
- ab 1918: Deutsches Reich, Volksstaat Hessen,[Anm. 7] Provinz Starkenburg, Kreis Groß-Gerau
- ab 1938: Deutsches Reich, Volksstaat Hessen, Landkreis Groß-Gerau[24][Anm. 8]
- ab 1945: Deutsches Reich, Amerikanische Besatzungszone,[Anm. 9] Groß-Hessen, Regierungsbezirk Darmstadt, Landkreis Groß-Gerau
- ab 1946: Deutsches Reich, Amerikanische Besatzungszone, Land Hessen, Regierungsbezirk Darmstadt, Landkreis Groß-Gerau
- ab 1949: Bundesrepublik Deutschland, Land Hessen, Regierungsbezirk Darmstadt, Landkreis Groß-Gerau

## Bevölkerung

### Einwohnerstruktur 2011/2022
Nach den Erhebungen des Zensus 2011/Zensus 2022 lebten am Stichtag, dem 9. Mai 2011 / 15. Mai 2022, in Gernsheim 9816/10.400 Einwohner. Nach dem Lebensalter waren 1648/1869 Einwohner unter 18 Jahren, 4203/3909 zwischen 18 und 49, 2103/2843 zwischen 50 und 64 und 1856/2067 Einwohner waren älter./ Unter den Einwohnern waren 872/1517 (8,9 %)/(14,6 %) Ausländer, von denen 425/449 aus dem EU-Ausland, 309 / 454 aus anderen europäischen Ländern und 128/285 aus anderen Staaten kamen./ Die Einwohner lebten in 4268/4271 Haushalten. Davon waren 1293/? Singlehaushalte, 1255/1195 Paare ohne Kinder und 1285/1249 Paare mit Kindern, sowie 346/351 Alleinerziehende und 89/? Wohngemeinschaften./ In 868/370 Haushalten lebten ausschließlich Senioren und in 2959/2018 Haushaltungen lebten keine Senioren./

### Einwohnerentwicklung
- 1806: 2255 Einwohner, 284 Häuser (mit Kleinrohrheim)[33]
- 1829: 2893 Einwohner, 322 Häuser[17]
- 1867: 3405 Einwohner, 497 Häuser[34]

| Gernsheim: Einwohnerzahlen von 1806 bis 2022 | Gernsheim: Einwohnerzahlen von 1806 bis 2022 | Gernsheim: Einwohnerzahlen von 1806 bis 2022 | Gernsheim: Einwohnerzahlen von 1806 bis 2022 | Gernsheim: Einwohnerzahlen von 1806 bis 2022 |
| --- | -------------------------------------------- | -------------------------------------------- | -------------------------------------------- | -------------------------------------------- |
| Jahr |                                              |                                              |                                              | Einwohner                                    |
| 1806 | 1806                                         |                                              | 2.255                                        | 2.255                                        |
| 1829 | 1829                                         |                                              | 2.893                                        | 2.893                                        |
| 1834 | 1834                                         |                                              | 2.847                                        | 2.847                                        |
| 1840 | 1840                                         |                                              | 3.059                                        | 3.059                                        |
| 1846 | 1846                                         |                                              | 3.385                                        | 3.385                                        |
| 1852 | 1852                                         |                                              | 3.488                                        | 3.488                                        |
| 1858 | 1858                                         |                                              | 3.567                                        | 3.567                                        |
| 1864 | 1864                                         |                                              | 3.557                                        | 3.557                                        |
| 1871 | 1871                                         |                                              | 3.420                                        | 3.420                                        |
| 1875 | 1875                                         |                                              | 3.277                                        | 3.277                                        |
| 1885 | 1885                                         |                                              | 3.499                                        | 3.499                                        |
| 1895 | 1895                                         |                                              | 3.750                                        | 3.750                                        |
| 1905 | 1905                                         |                                              | 4.188                                        | 4.188                                        |
| 1910 | 1910                                         |                                              | 4.197                                        | 4.197                                        |
| 1925 | 1925                                         |                                              | 4.743                                        | 4.743                                        |
| 1939 | 1939                                         |                                              | 4.905                                        | 4.905                                        |
| 1946 | 1946                                         |                                              | 5.983                                        | 5.983                                        |
| 1950 | 1950                                         |                                              | 6.378                                        | 6.378                                        |
| 1956 | 1956                                         |                                              | 6.723                                        | 6.723                                        |
| 1961 | 1961                                         |                                              | 7.104                                        | 7.104                                        |
| 1967 | 1967                                         |                                              | 7.416                                        | 7.416                                        |
| 1971 | 1971                                         |                                              | 7.628                                        | 7.628                                        |
| 1973 | 1973                                         |                                              | 8.457                                        | 8.457                                        |
| 1975 | 1975                                         |                                              | 8.209                                        | 8.209                                        |
| 1980 | 1980                                         |                                              | 8.073                                        | 8.073                                        |
| 1985 | 1985                                         |                                              | 8.044                                        | 8.044                                        |
| 1990 | 1990                                         |                                              | 8.941                                        | 8.941                                        |
| 1995 | 1995                                         |                                              | 9.399                                        | 9.399                                        |
| 2000 | 2000                                         |                                              | 9.420                                        | 9.420                                        |
| 2005 | 2005                                         |                                              | 9.450                                        | 9.450                                        |
| 2010 | 2010                                         |                                              | 9.744                                        | 9.744                                        |
| 2011 | 2011                                         |                                              | 9.816                                        | 9.816                                        |
| 2015 | 2015                                         |                                              | 10.069                                       | 10.069                                       |
| 2020 | 2020                                         |                                              | 10.640                                       | 10.640                                       |
| 2022 | 2022                                         |                                              | 10.400                                       | 10.400                                       |
| Datenquelle: Historisches Gemeindeverzeichnis für Hessen: Die Bevölkerung der Gemeinden 1834 bis 1967. Wiesbaden: Hessisches Statistisches Landesamt, 1968. Weitere Quellen: LAGSO; Hessisches Statistisches Informationssystem; Zensus 2011; Zensus 2022 Nach 1970 einschließlich der im Zuge der Gebietsreform in Hessen eingegliederten Orte. |                                              |                                              |                                              |                                              |

### Historische Religionszugehörigkeit
| • 1829: | 69 evangelisch-lutherische (2,39 %), 9 evangelisch-reformierte (0,31 %), 52 jüdische (1,80 %) und 2753 katholische (85,16 %) Einwohner |
| • 1961: | 1789 evangelische (=25,18 %), 5221 katholische (=73,49 %) Einwohner                                                                    |
| • 1987: | 2740 evangelische (= 33,2 %), 4691 katholische (= 56,9 %), 817 sonstige (=9,9 %) Einwohner                                             |
| • 2011: | 2808 evangelische (= 28,6 %), 3783 katholische (= 38,5 %), 3226 sonstige (=32,8 %) Einwohner                                           |
| • 2022: | 2290 evangelische (22,1 %), 2894 katholische (27,8 %), 5205 sonstige (=50,0 %) Einwohner                                               |

### Erwerbstätigkeit
Die Gemeinde im Vergleich mit Landkreis, Regierungsbezirk Darmstadt und Hessen:
|                                                   | Jahr | Gemeinde | Landkreis | Regierungsbezirk | Hessen    |
| ------------------------------------------------- | ---- | -------- | --------- | ---------------- | --------- |
| Sozialversicherungspflichtig Beschäftigte         | 2017 | 4.057    | 98.042    | 1.695.567        | 2.524.156 |
| Veränderung zu                                    | 2000 | +37,0 %  | +5,4 %    | +16,1 %          | +16,0 %   |
| davon Vollzeit                                    | 2017 | 37,0 %   | 75,9 %    | 72,8 %           | 71,8 %    |
| davon Teilzeit                                    | 2017 | 63,0 %   | 24,1 %    | 27,2 %           | 28,2 %    |
| Ausschließlich geringfügig entlohnte Beschäftigte | 2017 | 525      | 13.048    | 224.267          | 372.991   |
| Veränderung zu                                    | 2000 | −8,5 %   | −9,6 %    | +9,0 %           | +8,8 %    |

| Branche                         | Jahr | Gemeinde | Landkreis | Regierungsbezirk | Hessen |
| ------------------------------- | ---- | -------- | --------- | ---------------- | ------ |
| Produzierendes Gewerbe          | 2000 | 51,1 %   | 43,8 %    | 27,0 %           | 30,6 % |
|                                 | 2017 | 36,6 %   | 33,2 %    | 20,4 %           | 24,3 % |
| Handel, Gastgewerbe und Verkehr | 2000 | 22,4 %   | 27,6 %    | 26,4 %           | 25,1 % |
|                                 | 2017 | 39,4 %   | 27,9 %    | 24,7 %           | 23,8 % |
| Unternehmensdienstleistungen    | 2000 | 9,6 %    | 14,0 %    | 25,1 %           | 20,2 % |
|                                 | 2017 | 10,5 %   | 19,9 %    | 31,6 %           | 26,1 % |
| Sonstige Dienstleistungen       | 2000 | 14,8 %   | 13,7 %    | 20,1 %           | 22,5 % |
|                                 | 2017 | 12,0 %   | 18,6 %    | 23,0 %           | 25,4 % |
| Sonstiges (bzw. ohne Zuordnung) | 2000 | 2,1 %    | 1,0 %     | 1,4 %            | 1,5 %  |
|                                 | 2017 | 1,5 %    | 0,5 %     | 0,3 %            | 0,4 %  |

## Religion
Der erste Beleg für das Vorhandensein einer Kirche stammt aus dem Jahr 908, als eine „ecclesia“ erwähnt wurde. In den historischen Dokumenten gibt es aus dem Jahr 1390 den Hinweis auf eine Burgkapelle und später auf die Pfarrkirche und die Wallfahrtskapelle Maria Einsiedel. Als Kirchenpatrone wurden „Maria Magdalena“ für die  Pfarrkirche und „Kreuz-Erhöhung“ für Maria Einsiedel erwähnt.
Das Kirchenpatronat hatten vor 908 Liutfried Comes, danach das Kloster Lorsch und ab 1232 das Erzstift Mainz inne. Ab 1236 war auch das Mainzer Domstift beteiligt.
Als kirchliche Verwaltungen sind heute für Gernsheim das katholische Dekanat Rüsselsheim des Bistums Mainz und das evangelische Dekanat Ried' der Evangelischen Kirche in Hessen und Nassau zuständig.

## Politik

### Stadtverordnetenversammlung
Die Kommunalwahl am 14. März 2021 lieferte folgendes Ergebnis, in Vergleich gesetzt zu früheren Kommunalwahlen:

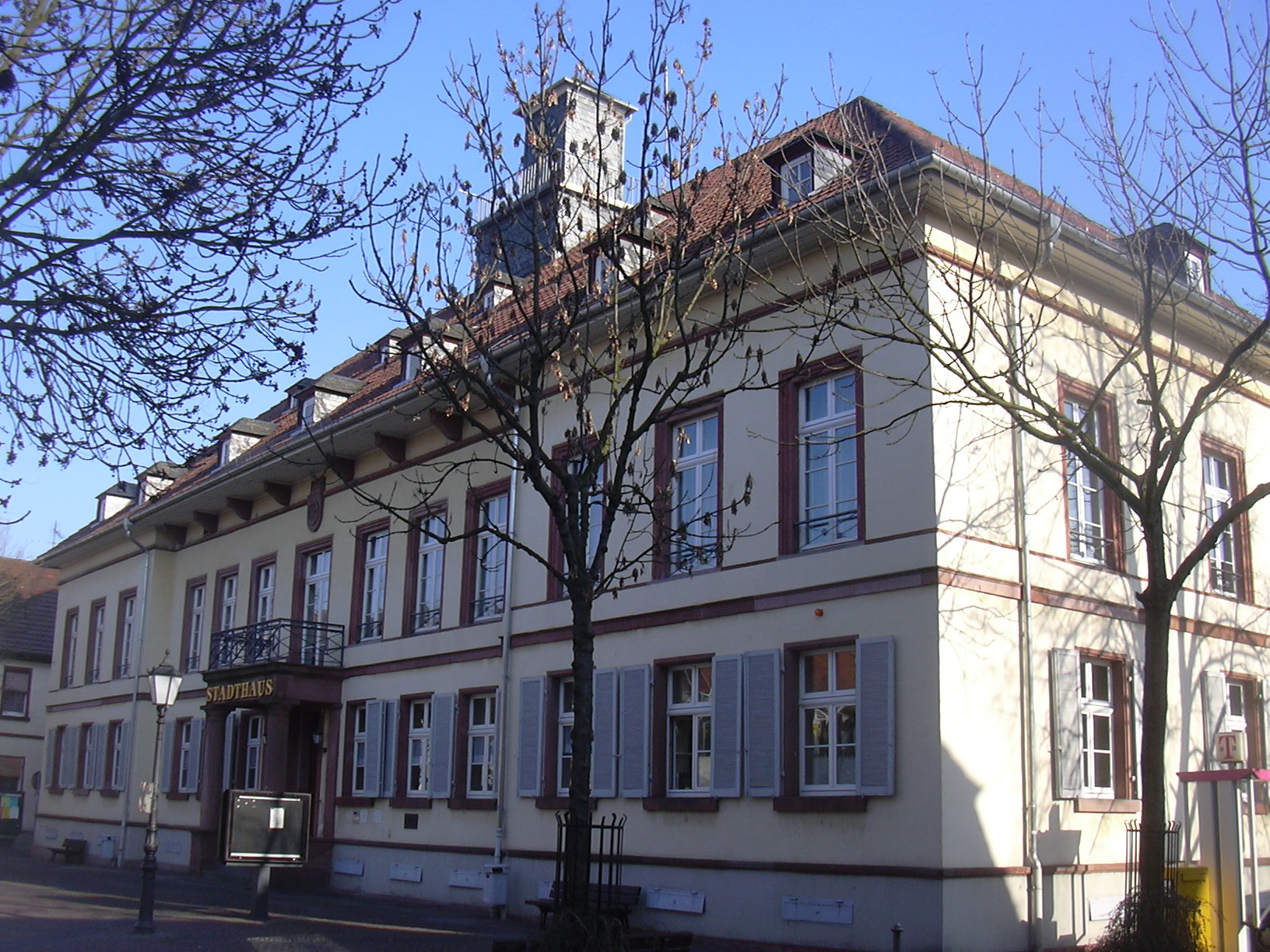
Gernsheimer Stadthaus

| Sitzverteilung in der Stadtverordnetenversammlung 2021Insgesamt 31 Sitze - SPD: 9 - Grüne: 5 - FDP: 2 - CDU: 13 - FW: 2 | Parteien und Wählergemeinschaften | Parteien und Wählergemeinschaften           | % 2021 | Sitze 2021 | % 2016 | Sitze 2016 | % 2011 | Sitze 2011 | % 2006 | Sitze 2006 | % 2001 | Sitze 2001 |
| Sitzverteilung in der Stadtverordnetenversammlung 2021Insgesamt 31 Sitze - SPD: 9 - Grüne: 5 - FDP: 2 - CDU: 13 - FW: 2 | CDU                               | Christlich Demokratische Union Deutschlands | 43,3   | 13         | 49,2   | 15         | 42,3   | 13         | 54,2   | 17         | 49,3   | 15         |
| Sitzverteilung in der Stadtverordnetenversammlung 2021Insgesamt 31 Sitze - SPD: 9 - Grüne: 5 - FDP: 2 - CDU: 13 - FW: 2 | SPD                               | Sozialdemokratische Partei Deutschlands     | 27,8   | 9          | 28,1   | 9          | 28,9   | 9          | 25,8   | 8          | 30,8   | 10         |
| Sitzverteilung in der Stadtverordnetenversammlung 2021Insgesamt 31 Sitze - SPD: 9 - Grüne: 5 - FDP: 2 - CDU: 13 - FW: 2 | GRÜNE                             | Bündnis 90/Die Grünen                       | 15,2   | 5          | 13,2   | 4          | 18,1   | 6          | 7,4    | 2          | 8,7    | 3          |
| Sitzverteilung in der Stadtverordnetenversammlung 2021Insgesamt 31 Sitze - SPD: 9 - Grüne: 5 - FDP: 2 - CDU: 13 - FW: 2 | FWG                               | Freie Wählergemeinschaft e. V.              | 7,6    | 2          | 4,53   | 1          | 6,8    | 2          | 6,9    | 2          | 7,6    | 2          |
| Sitzverteilung in der Stadtverordnetenversammlung 2021Insgesamt 31 Sitze - SPD: 9 - Grüne: 5 - FDP: 2 - CDU: 13 - FW: 2 | FDP                               | Freie Demokratische Partei                  | 6,1    | 2          | 5,0    | 2          | 4,0    | 1          | 5,7    | 2          | —      | —          |
| Sitzverteilung in der Stadtverordnetenversammlung 2021Insgesamt 31 Sitze - SPD: 9 - Grüne: 5 - FDP: 2 - CDU: 13 - FW: 2 | gesamt                            | gesamt                                      | 100,0  | 31         | 100,0  | 31         | 100,0  | 31         | 100,0  | 31         | 100,0  | 31         |
| Sitzverteilung in der Stadtverordnetenversammlung 2021Insgesamt 31 Sitze - SPD: 9 - Grüne: 5 - FDP: 2 - CDU: 13 - FW: 2 | Wahlbeteiligung in %              | Wahlbeteiligung in %                        | 50,7   | 50,7       | 45,7   | 45,7       | 44,0   | 44,0       | 44,8   | 44,8       | 52,3   | 52,3       |

### Bürgermeister
Nach der hessischen Kommunalverfassung wird der Bürgermeister für eine sechsjährige Amtszeit gewählt, seit dem Jahr 1993 in einer Direktwahl, und ist Vorsitzender des Magistrats, dem in der Stadt Gernsheim neben dem Bürgermeister der Erste Stadtrat und sechs weitere ehrenamtliche Stadträte angehören. Bürgermeister ist seit dem 3. Juni 2011 Peter Burger (CDU). Er wurde als Nachfolger von Rudolf Müller (CDU), der nach drei Amtszeiten nicht mehr kandidiert hatte, in einer Stichwahl am 30. Januar 2011 bei einer Wahlbeteiligung von 54,9 Prozent mit 54,0 Prozent der Stimmen gewählt. Es folgten zwei Wiederwahlen, zuletzt im Dezember 2022.
Amtszeiten der Bürgermeister
- 2011–2029 Peter Burger (CDU)[44]
- 1993–2011 Rudolf Müller (CDU)
- 1981–1993 Ralf Feudtner (CDU)[48][49]

### Ortsbeiräte
Folgende Ortsbezirke mit Ortsbeirat und Ortsvorsteher nach der Hessischen Gemeindeordnung gibt es im Gemeindegebiet:
- Ortsbezirk Allmendfeld (Gebiete der ehemaligen Gemeinde Allmendfeld). Der Ortsbeirat besteht aus neun Mitgliedern.
- Ortsbezirk Klein-Rohrheim (Gebiete der ehemaligen Gemeinde Klein-Rohrheim). Der Ortsbeirat besteht aus sieben Mitgliedern.

### Wappen und Flagge
Wappen

Bannerflagge

Blasonierung: „In Rot ein sechsspeichiges silbernes Rad.“
Das Wappen wurde der Stadt Gernsheim zuletzt im Jahr 1925 ministeriell genehmigt. Gestaltet wurde es in seiner heutigen Form durch den Darmstädter Heraldiker Georg Massoth.
Es stammt vom Wappen des Mainzer Kurstaats ab, zu dem Gernsheim von 1232 bis 1802 gehörte. Es zeigt dementsprechend das Mainzer Rad. In Siegeln erscheint es seit der Stadtrechtsverleihung im Jahr 1363.
Eine Unterscheidung von anderen Wappen mit dem Mainzer Rad wurde zeitweise diskutiert, aber nicht umgesetzt.
Flagge

Die Genehmigung zur Führung einer Flagge wurde der Stadt am 12. März 1953 durch den Hessischen Innenminister erteilt. Diese ist wie folgt beschrieben:
Flaggenbeschreibung: „Auf der weißen Mittelbahn des rot-weiß-roten Flaggentuches das Wappen der Stadt Gernsheim.“

### Partnerstädte
- Bar-sur-Aube (Grand Est, Frankreich) seit 1976
- Schwetz an der Weichsel (Świecie, Polen) seit 2011

## Kultur und Sehenswürdigkeiten

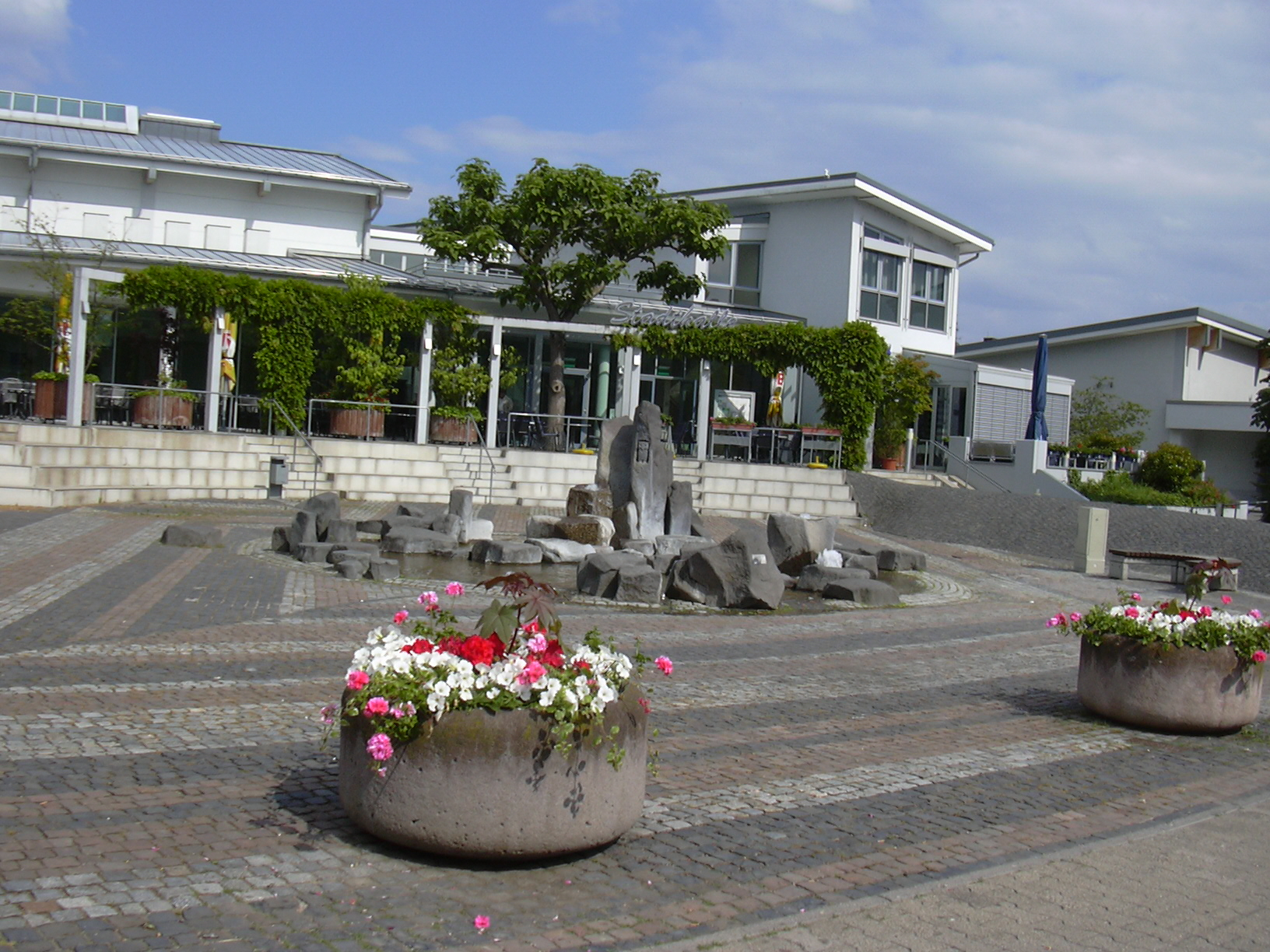
Stadthalle (1997)

### Bauwerke

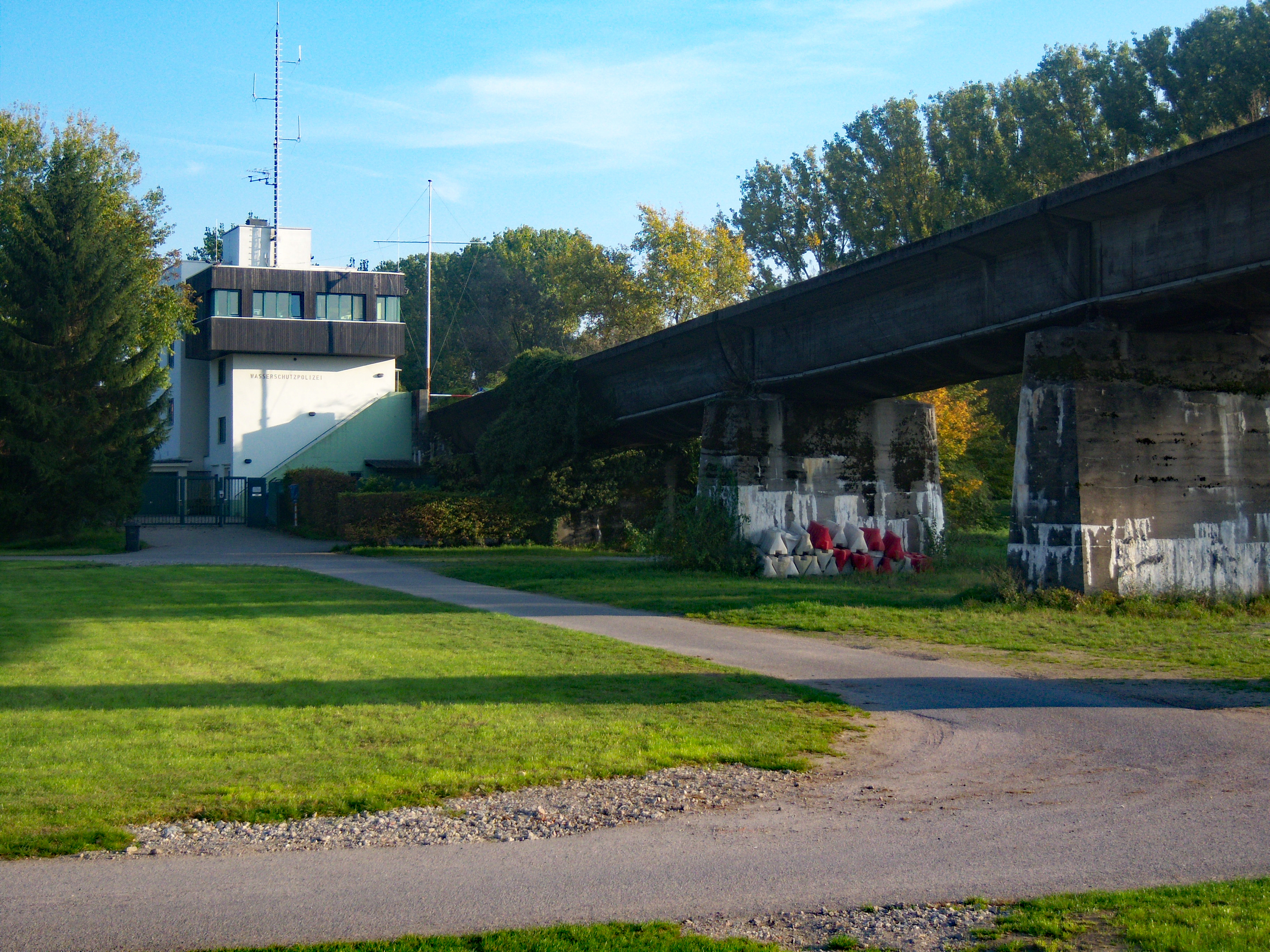
Wasserschutzpolizei Hessen in Gernsheim an der mittlerweile zurückgebauten Rheinbrücke Gernsheim

Die Bausubstanz des Ortskerns ist heterogen, was durch die Zerstörungen des Zweiten Weltkriegs zu erklären ist; es dominieren verputzte Häuser mit Flachdächern. Einzelne historische Fachwerkhäuser aus dem 18. Jahrhundert haben sich an der Magdalenenstraße und in den benachbarten Straßenzügen erhalten, beispielsweise das Haus Zur Krone (Hausnummer 37) mit entsprechendem Emblem und Inschrift, der Komplex mit den Hausnummern 64–68 sowie ein Langbau am Peter-Schöffer-Platz (1711) mit Torbogen von 1500 und Sonnenuhr von 1790 (Hausnummer 71).
- Pfarrkirche St. Maria Magdalena

Die Kirche wurde von 1750 bis 1753 durch den Mainzer Baumeister Johann Valentin Thoman erbaut. Stilistisch ist sie der barocken Formensprache Balthasar Neumanns zuzuordnen, der im Umkreis (Heusenstamm, Hofheim) wirkte: Weiße Putzflächen zwischen Gliederungen aus rotem Sandstein, dreigliedrige Westfassade mit eingestelltem dreigeschossigen Turm mit Oculus, Rundbogenfenstern und Zwiebelhaube. Querhaus, Nebenkapellen und Chor wurden 1887 hinzugefügt. Die Farbverglasungen schuf 1943 Otto Linnemann in Frankfurt. Am 26. März 1945 wurde die Kirche durch US-amerikanischen Artilleriebeschuss zerstört. Den Wiederaufbau in den Jahren 1947–1951 leitete der Mainzer Architekt Hugo Becker. Durch Bischof Albert Stohr wurde die neue Kirche am 1. Mai 1951 eingeweiht. In den Jahren 2005/2006 fanden Sanierungsarbeiten statt. Der Hauptaltar des lokalen Baumeisters Andreas Diettmann (1783) mit Skulpturen von Sebastian Pfaff wurde 1953 aus Bürstadt, für dessen Kirche er geschaffen worden war, von Gernsheim übernommen. Vor der Kirche steht die Statue des Heiligen Josef, Gernsheims Stadtpatron (restauriert 1979 nach Beschädigung 1945).
- Evangelische Kirche Gernsheim

Die Kirche entstand am Anfang des 20. Jahrhunderts in historistischem Stil. Architekt war Karl Hofmann. Nach schwerer Beschädigung im Zweiten Weltkrieg wurde sie in vereinfachten Formen wieder aufgebaut.
- Rathaus
Das zwölfachsige klassizistische Gebäude an der Ostseite des Marktplatzes wurde von Georg Moller entworfen. Es handelt sich um eine Rekonstruktion, da das Rathaus 1945 ausbrannte. 2005/2006 wurde es saniert.
- Städtisches Museum

Am Peter-Schöffer-Platz steht das Peter-Schöffer-Haus, das 1978 als Museum eingerichtet wurde (renoviert 2002/2003 zum 500. Todestag des Buchdruckers). Vorher war das Gebäude, in dessen Nebengebäude Stadtbücherei und Feuerwehrmuseum untergebracht sind, städtische Volksschule, die Mitte der 1830er Jahre (die Einweihung des Gebäudes war im Jahr 1836) an Stelle des nach seiner Zerstörung abgetragenen Kurmainzer Wasserschlosses errichtet wurde.
- Stadthalle
- Altes Elektrizitätswerk

1903 im Jugendstil erbaut, 1954 stillgelegt, heute Galerie und Lehrmuseum des Künstlers und Verlegers Mario Derra
- Wallfahrtskirche Maria Einsiedel

Nördlich der Kirche steht das ehemalige Kapuzinerkloster von 1929 im Stil des Expressionismus.
- Am Rheinufer, in unmittelbarer Nähe des Hafens und der Fähre nach Hamm am Rhein, befanden sich bis zum Abriss im Jahr 2015 die Überreste der ehemaligen Rheinbrücke. Sie wurde im März 1945 von der deutschen Wehrmacht vor den von der anderen Rheinseite her heranrückenden US-amerikanischen Verbänden gesprengt.[14] Die direkte Verbindung nach Hamm am Rhein wird seither durch eine Fähre hergestellt. Die Wasserschutzpolizei Hessen hat ihr Quartier auf dem Bunker des Brückenschutzes bezogen. Der Bunker ist noch heute Teil der Polizeiwache. Die nächsten Rheinbrücken befinden sich in Worms (südlich) und Mainz (nördlich).

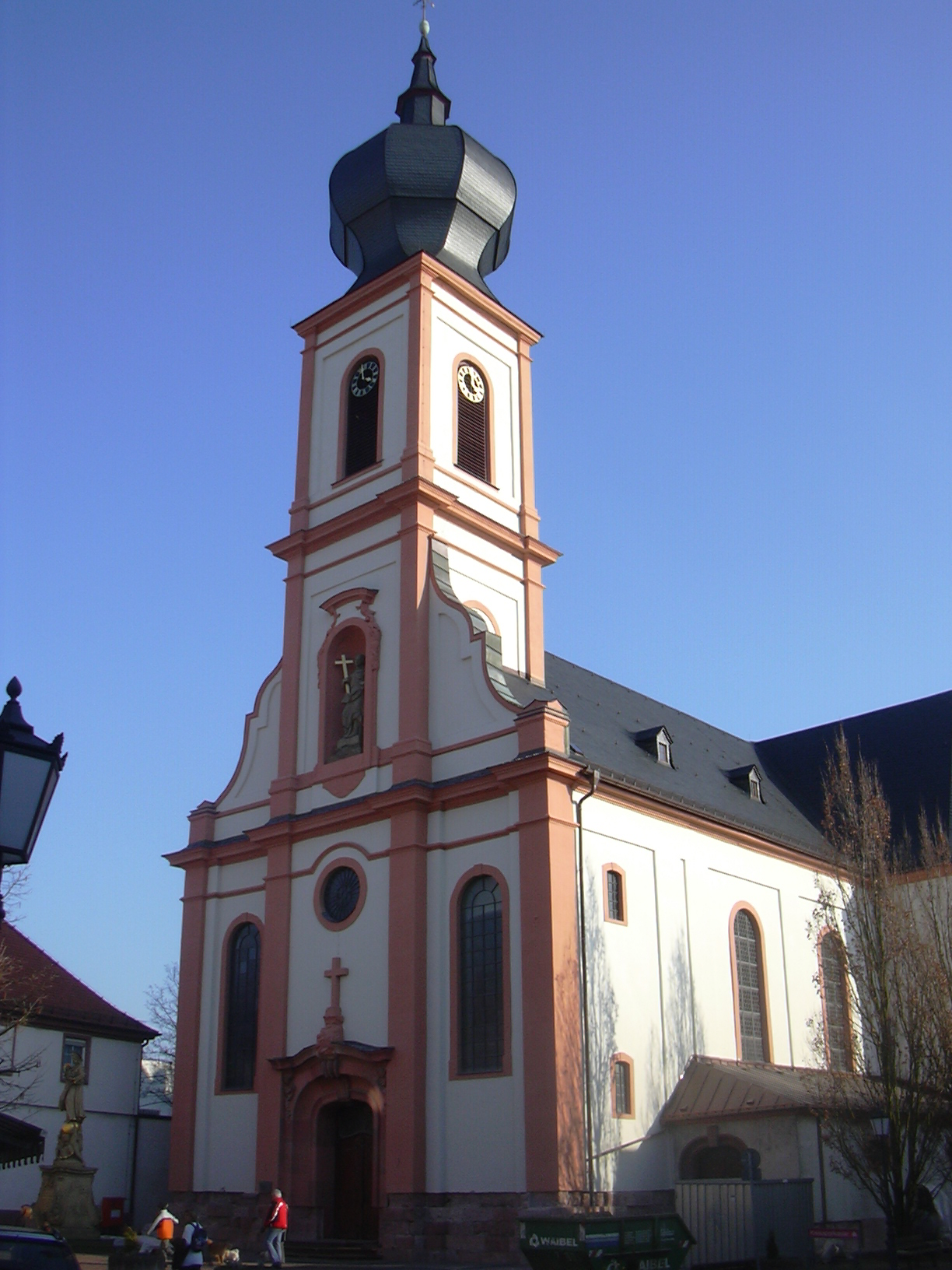
Pfarrkirche St. Maria Magdalena (18. Jh., Barock)
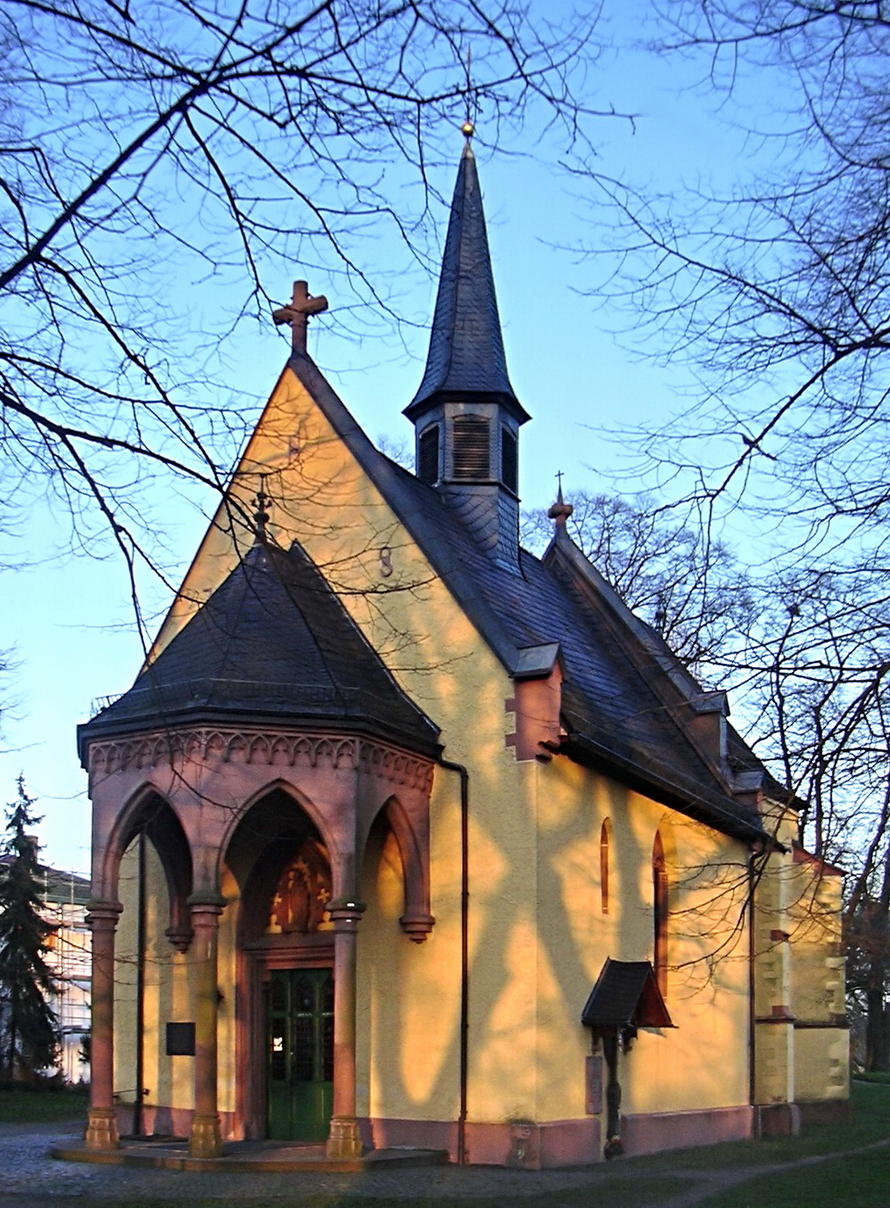
Wallfahrtskirche Maria Einsiedel (Spätgotik)
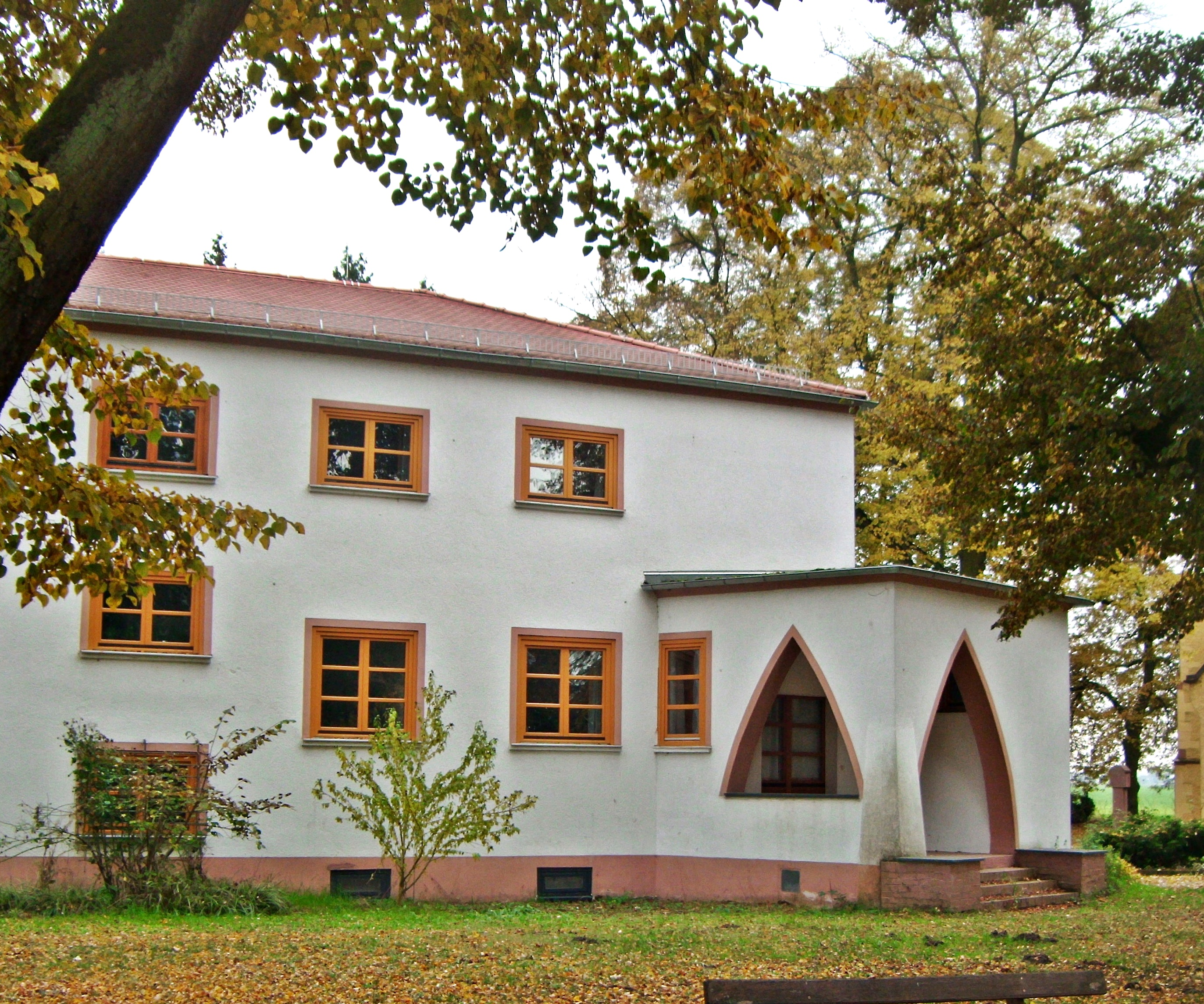
Ehemaliges Kapuzinerkloster (Expressionismus)
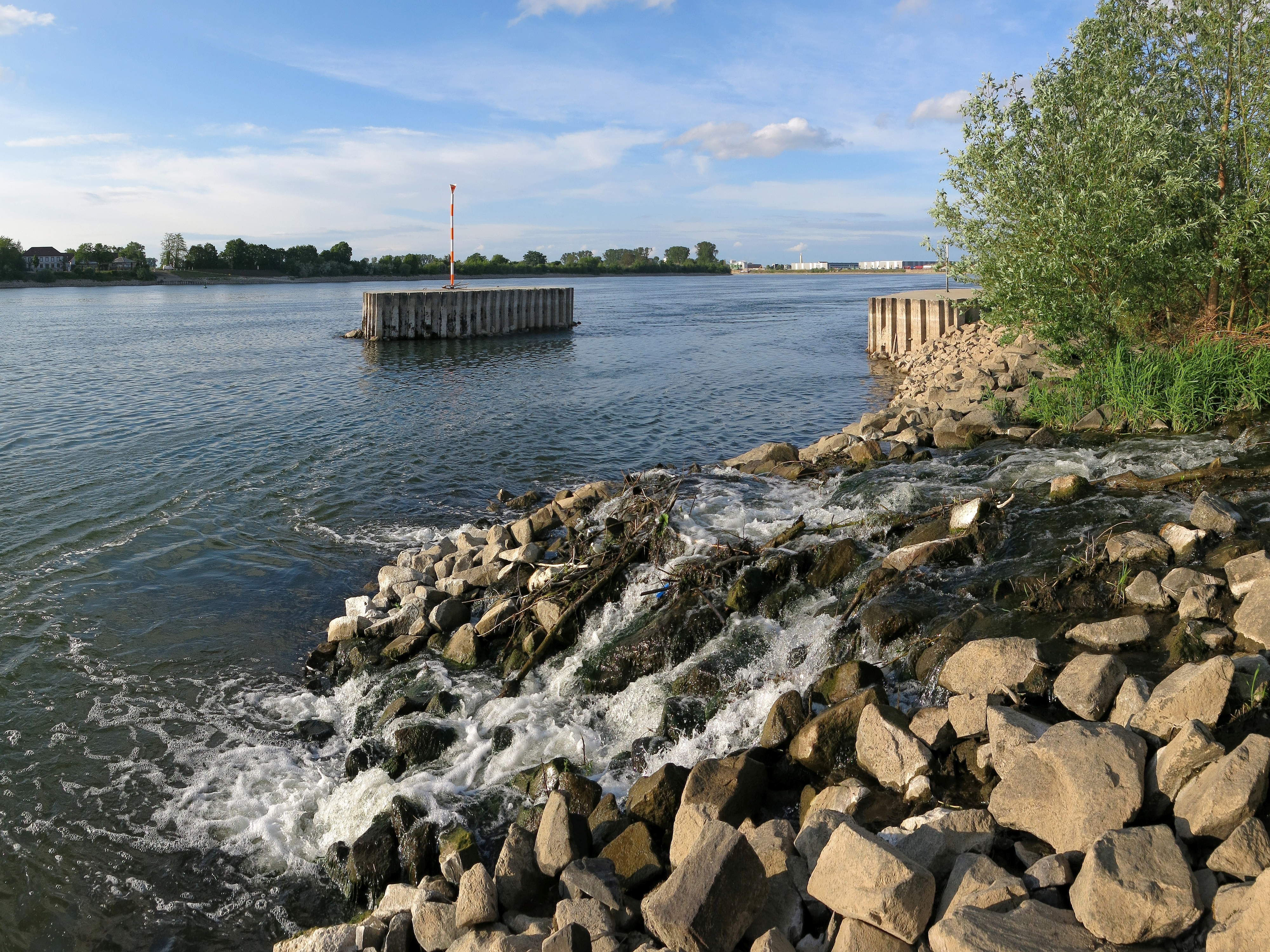
Überreste der zerstörten Rheinbrücke

### Natur und Sport

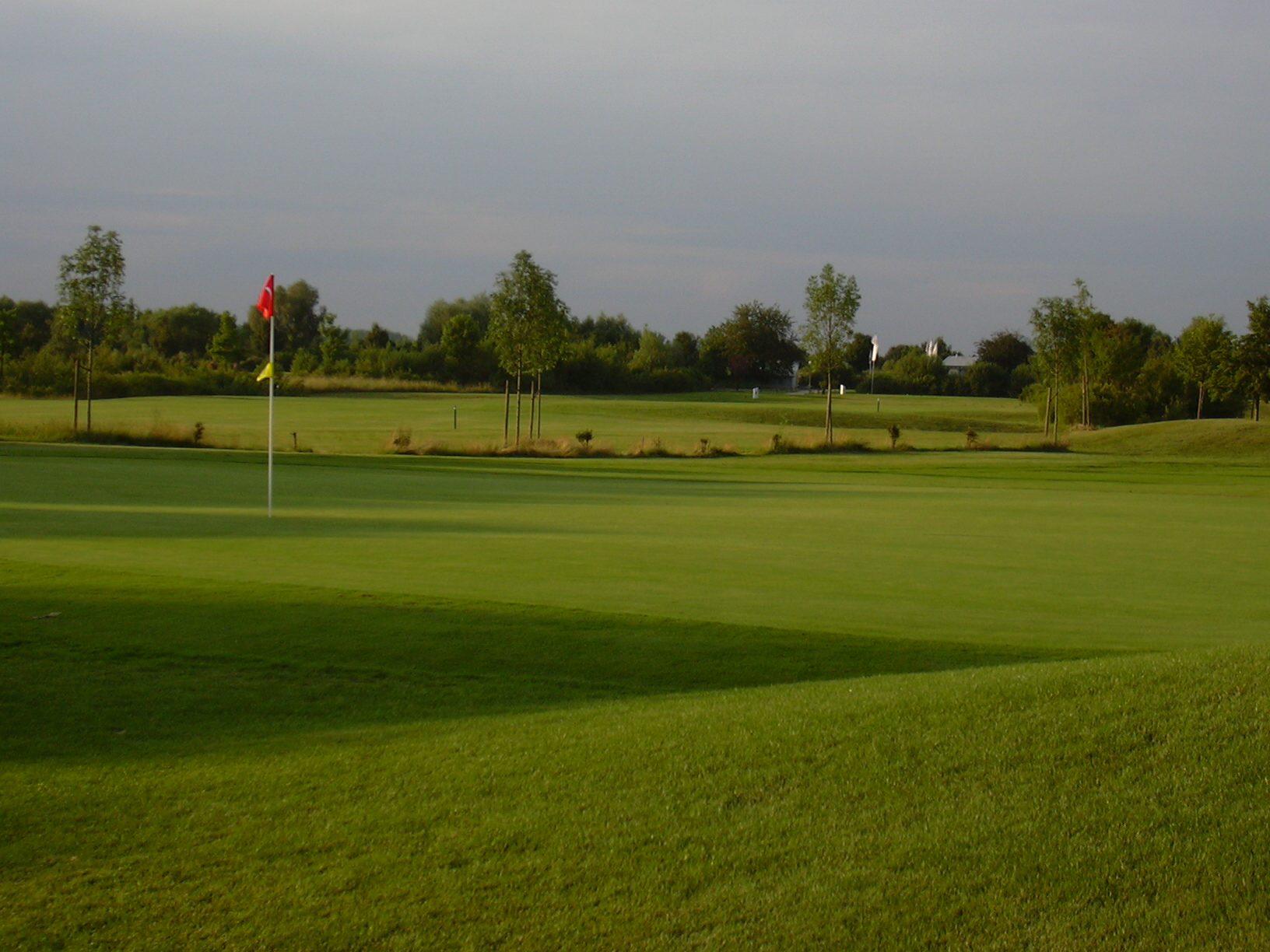
Golfplatz Gernsheim: Grün 1

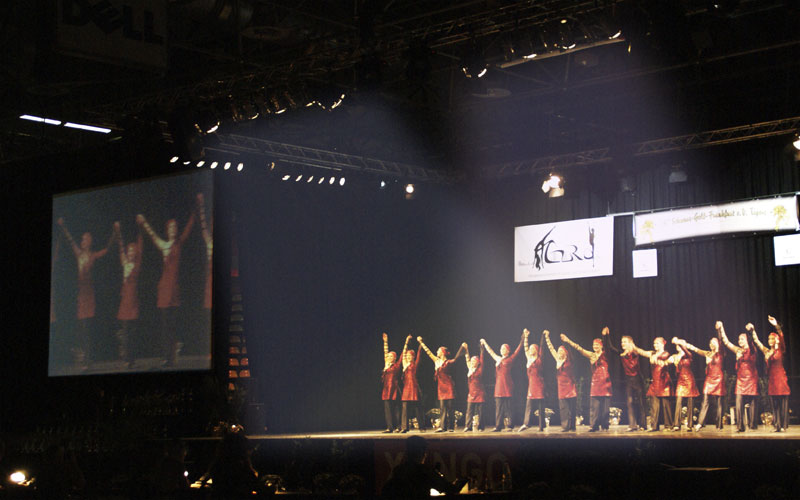
TSG Blau-Silber Gernsheim

Durch die Riedlandschaft am Rhein mit Weiden und Schilf führt der Rheinradweg.
Der Gernsheimer Stadtwald ist bei Radfahrern und Joggern ebenfalls beliebt; es werden auch naturkundliche Wanderungen organisiert. Der lokale Natur- und Vogelschutzverein hat dort seinen Standort.
Mit den Gernsheim Gladiators ist seit 2016 eine American-Football-Mannschaft in Gernsheim beheimatet. Die Spielstätte ist der Sportpark am Kaffeedamm.
1996 wurde ein 18-Loch-Golfplatz auf dem Gelände des aufgegebenen Bruchhofs gebaut; er gehört seit 2006 zum Verbundsystem der Golfanlagen Weiland und wird auf 27-Loch ausgebaut.
Einer der bekanntesten Gernsheimer Sportvereine ist die Tanzsportgemeinschaft Blau-Silber, die im Bereich des Garde- und Schautanzsports zu Deutschlands erfolgreichsten Vereinen zählt. Die TSG Blau-Silber ist mehrfacher Hessen-, Deutscher und Europameister. Das Land Hessen zeichnete den Verein im Jahr 2003 für seine „beispielhafte Vereinsarbeit“ mit dem Förderpreis des Landessportbundes aus, dem Heinz-Lindner-Preis.

### Regelmäßige Veranstaltungen
- Rheinisches Fischerfest – seit 1949 eines der größten Volksfeste am Rhein (Wochenende um den ersten Sonntag im August)
- Straßenfastnacht (mit Umzug) – Fastnachtsamstag
- Weihnachtsmarkt
- Kerb
- Innenstadtfest
- Stammtisch der Eulenbrunnen-Jugend
- Weihe der Gernsheimer Kerweborsch

## Wirtschaft und Infrastruktur

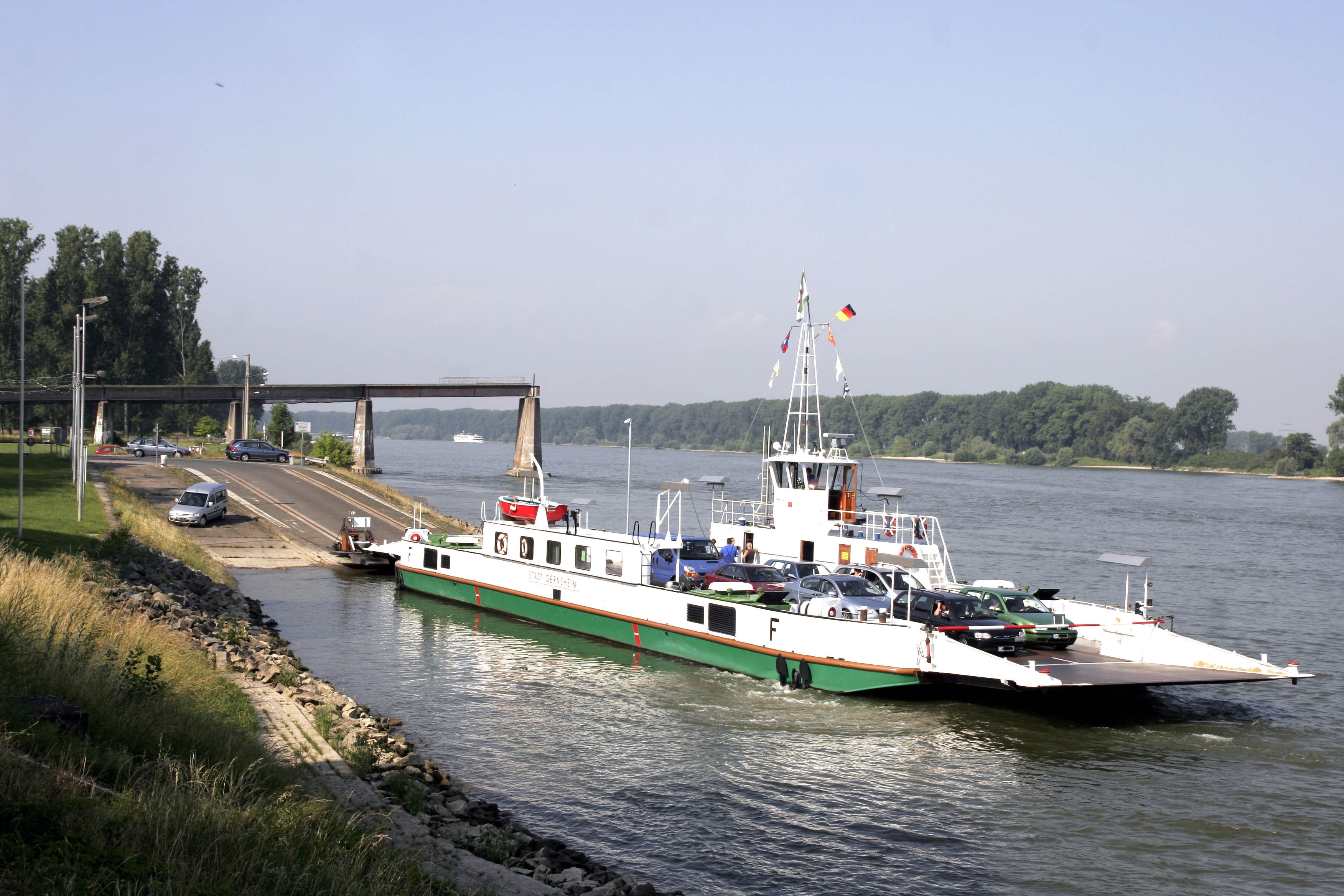
Die Fähre nach Eich (Rheinhessen), im Hintergrund die zerstörte Rheinbrücke

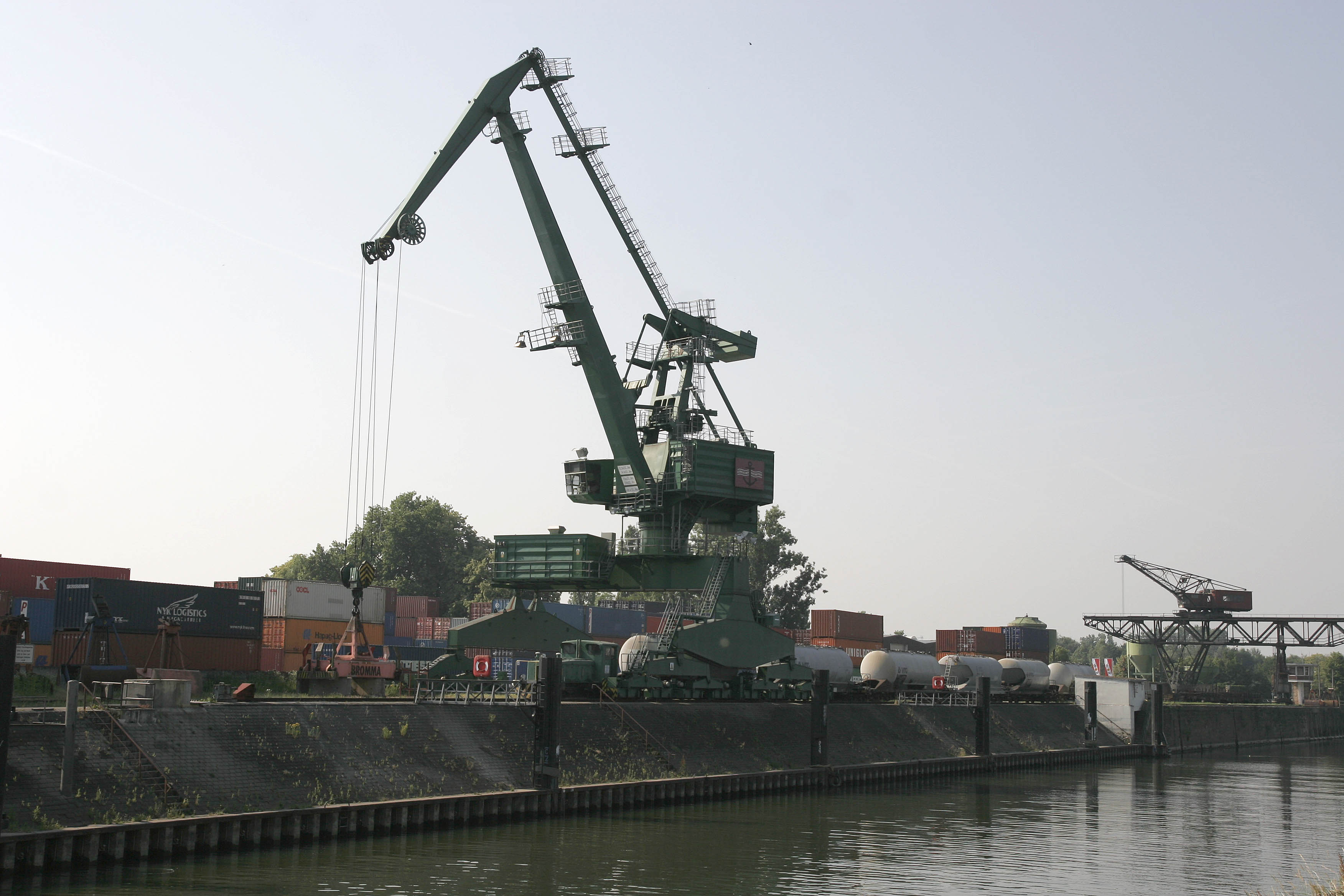
Der Gernsheimer Containerhafen

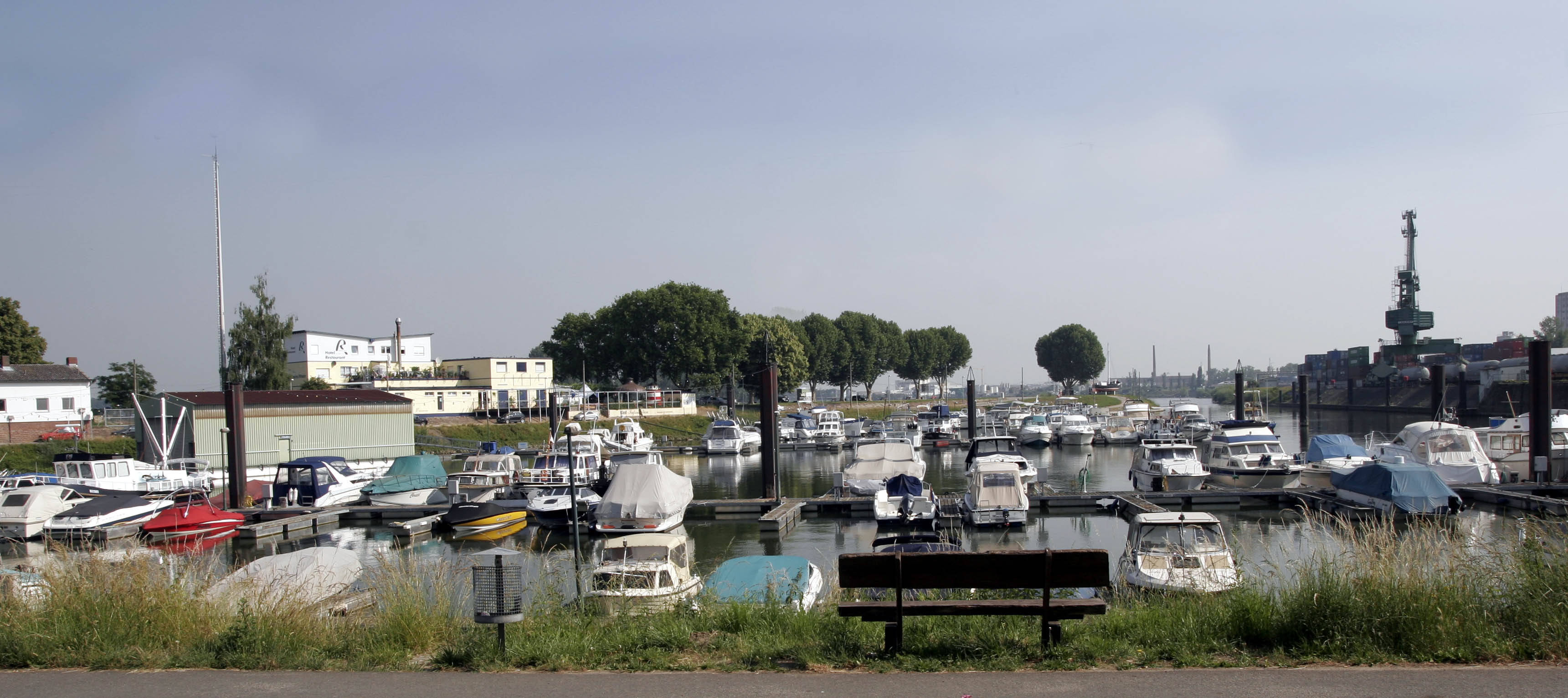
Yachten im Gernsheimer Hafen

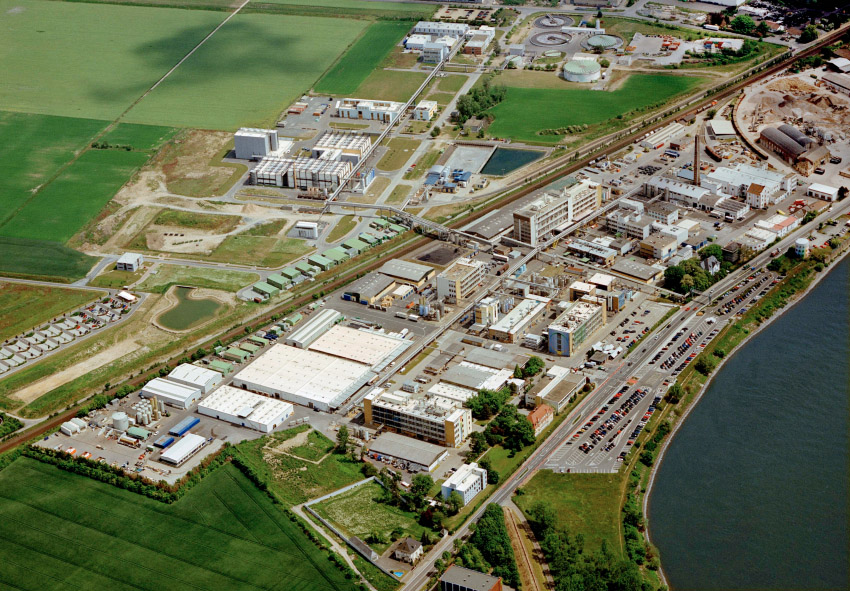
Merck-Standort Gernsheim

### Flächennutzung
Das Gemeindegebiet umfasst eine Gesamtfläche von 4011 Hektar, davon entfallen in ha auf:
| Nutzungsart             | Nutzungsart             | 2011 | 2015 |
| ----------------------- | ----------------------- | ---- | ---- |
| Gebäude- und Freifläche | Gebäude- und Freifläche | 366  | 382  |
| davon                   | Wohnen                  | 163  | 159  |
|                         | Gewerbe                 | 87   | 109  |
| Betriebsfläche          | Betriebsfläche          | 33   | 39   |
| davon                   | Abbauland               | 0    | 0    |
| Erholungsfläche         | Erholungsfläche         | 75   | 77   |
| davon                   | Grünanlage              | 21   | 22   |
| Verkehrsfläche          | Verkehrsfläche          | 259  | 260  |
| Landwirtschaftsfläche   | Landwirtschaftsfläche   | 2134 | 2110 |
| davon                   | Moor                    | 0    | 0    |
|                         | Heide                   | 0    | 0    |
| Waldfläche              | Waldfläche              | 951  | 951  |
| Wasserfläche            | Wasserfläche            | 155  | 155  |
| Sonstige Nutzung        | Sonstige Nutzung        | 37   | 37   |

### Verkehr
Gernsheim liegt an den Bundesstraßen 44 und 426, der Autobahn 67, der Landesstraße 3112 und der Kreisstraße 203. Busverbindung besteht mit den „Schnelllinien“ 44 oder 45 Richtung Griesheim (Anschluss zur Straßenbahn nach Darmstadt) und mit der Buslinie PG Richtung Darmstadt-Eberstadt Wartehalle über Pfungstadt Bahnhof (mit Anschluss nach Darmstadt), welche die alte Buslinie K59 bzw. K60 ersetzt hat. Eine Rheinfähre verkehrt nach Eich.
Gernsheim hat einen Bahnhof an der Bahnstrecke Darmstadt–Worms (Riedbahn) und einen Rheinhafen. Beide sind über ein Anschlussgleis verbunden, das von der Gernsheimer Umschlags- und Terminalbetriebsgesellschaft mbH & Co. KG betrieben wird. Der Hafen ist für Containerverladung ausgelegt.
Der Bahnhof Gernsheim wird im Personenverkehr von der RMV-Linie RE 70 der DB Regio Mitte bedient.
| Linie | Verlauf | Takt   |
| ----- | --- | ------ |
| RE 70 | Main-Neckar-Ried-Express: Frankfurt (Main) Hbf – Frankfurt-Niederrad – (Frankfurt am Main Stadion – Zeppelinheim –)* Walldorf (Hessen) – Mörfelden – Groß Gerau-Dornberg – (Groß Gerau-Dornheim – Riedstadt-Wolfskehlen –)* Riedstadt-Goddelau – Stockstadt (Rhein) – Biebesheim – Gernsheim – Groß-Rohrheim – Biblis – (Bobstadt –)* Bürstadt – Lampertheim – Mannheim-Waldhof – (Mannheim-Luzenberg – Mannheim-Neckarstadt – Mannheim-Handelshafen –)* Mannheim Hbf * nur einzelne Züge Stand: Fahrplanwechsel Dezember 2021 | 60 min |

### Schulen
- Peter-Schöffer-Schule (Grundschule)
- Johannes-Gutenberg-Schule Gernsheim (Integrierte Gesamtschule)
- Gymnasium Gernsheim
- Schiller-Schule (Förderschule)

### Unternehmen
- Standort der Merck KGaA
- Standort der Waibel KG

## Persönlichkeiten
In Gernsheim geboren
- Peter Schöffer (um 1425–1503), Drucker, Verleger und Buchhändler
- Joseph Schmitt (um 1734–1791), Komponist und Musikverleger
- Ludwig Joseph Beck (1738–1816), Geistlicher und Generalvikar
- Friedrich Lehne (1771–1836), Professor der Schönen Wissenschaften und Jakobiner im französischen Mayence
- Louis Gutjahr (1847–1919), Unternehmer, Ehrenbürger der Stadt
- Karl Kleinschmidt (1849–1921), Jurist und Abgeordneter
- Valentin Herbert (1864–1933), hessischer Landtagsabgeordneter (Zentrum)
- Georg Lenhart (1869–1941), hessischer Landtagsabgeordneter (Zentrum)
- Heinrich Ille (1878–1932), Pfarrer und Landtagsabgeordneter (Zentrum)
- August Nuss (1883–1958), hessischer Landtagsabgeordneter (Zentrum)
- August Böhm (1891–1938), Landtagsabgeordneter (DNVP)
- Kurt Lücken (1900–1972), Landgerichtsdirektor und Hochschullehrer
- Ludwig Lenhart (1902–1971), katholischer Theologe und Historiker
- Alfred Seitz (1905–1982), österreichischer Ethologe, Ornithologe, Direktor des Tiergartens Nürnberg
- Kassius Hallinger (1911–1991), Benediktiner, Kirchenhistoriker
- Guido Stetter (* 1955), Fußballspieler
- Martin Klose (* 1957), Moraltheologe, Rektor der Katholischen Hochschule Mainz

Mit Gernsheim verbunden
- Peter Josef von Rüding (1783–1863), Landrat und Ehrenbürger
- Reinhard Waibel (1920–2003), Reeder und Gründer der Waibel KG
- Jürgen Walter (* 1968), Politiker, wohnhaft in Gernsheim
- Verena Weis (* 1979), Sängerin Indira, zeitweise wohnhaft in Gernsheim